# Olivia Cooke
Olivia Kate Cooke (Oldham, Greater Manchester, 1993. december 27. –) angol színésznő. 
Leginkább Emma Decody főszerepéről ismert a Bates Motel – Psycho a kezdetektől (2013–2017) A&E-s drámai-thriller sorozatából és mint Becky Sharp a Vanity Fair című drámai minisorozatból (2018). Továbbá szerepelt a Ouija (2014) horrorfilmben, az Én, Earl és a csaj, aki meg fog halni vígjáték-drámában (2015), a The Limehouse Golem (2016) misztikus-horrorban, a Telivérek thrillerben, és Steven Spielberg rendezésében készült Ready Player One (2018) sci-fiben.

## Fiatalkora
Olivia Kate Cooke 1993. december 27-én született a Greater Manchesteri Oldhamben, Lindsy Wild értékesítési képviselő és John Cooke nyugdíjas rendőr lányaként. Van egy Eleanor nevű fiatal kishúga. Szülei gyermekkorában elváltak, ő és a húga pedig az anyjuknál laktak.
Nyolc éves korában kezdett el színészkedni az Oldham Theatre Workshop-ban, egy iskola utáni drámaprogramban, szülővárosában. A Royton és a Crompton Akadémiára járt, majd drámát tanult az Oldham Sixth Form College-ban, de hamar távozott a Blackout drámasorozata miatt. Ő játszotta a főszereplő Mariát a West Side Story főiskolai produkciójában, és hamarosan első és utolsó vezető szerepet töltött be az Oldham Theatre Workshopan a Prom: The Musical-ben, ami a Hamupipőke feldolgozása volt. 14 évesen egy helyi ügynök segítségével reklámfilmes szerepeket kapott. 2012-ben a One Direction "Autumn Term" turné videójában szerepel, mint egy diák, aki Harry Styles-től elutazik. Bár ügynöke visszatartotta a drámaiskolába való beiratkozástól, mert már színészi munkát kapott, viszont szívesen jelentkezett a Királyi Drámai Művészeti Akadémián (RADA), és bejutott az utolsó meghallgatási körbe, de végül nem elfogadta el.

## Magánélete
2014-ben Cooke támogatta a Gyermekmentés kampányt azzal, hogy megjelent a Bulgari reklámokban. 2020 januárjában, négy New Yorkban töltött év után átköltözött Londonba.

## Filmográfia

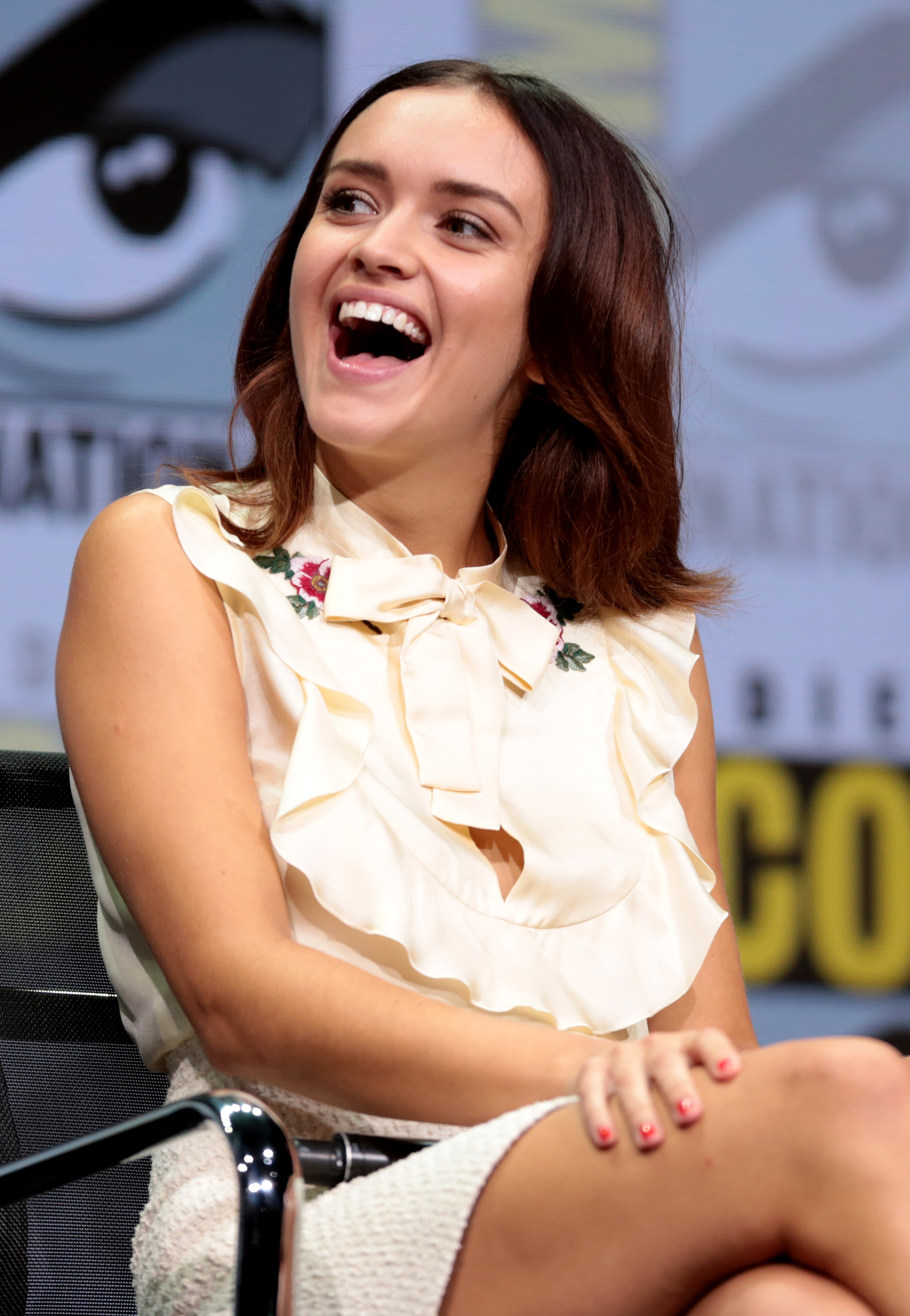
Cooke a 2017-es San Diegó-i Képregény találkozón

### Film
| Év   | Magyar cím                            | Eredeti cím                    | Szerep                  | Magyar hang        |
| ---- | ------------------------------------- | ------------------------------ | ----------------------- | ------------------ |
| 2014 |                                       | Ruby's Skin (rövidfilm)        | Ruby                    |                    |
| 2014 | Az elnémultak                         | The Quiet Ones                 | Jane Harper             | Czető Zsanett      |
| 2014 |                                       | The Signal                     | Haley Peterson          |                    |
| 2014 | Ouija                                 | Ouija                          | Laine Morris            | Czető Zsanett      |
| 2015 | Én, Earl és a csaj, aki meg fog halni | Me and Earl and the Dying Girl | Rachel Kushner          | Czető Zsanett      |
| 2016 |                                       | The Limehouse Golem            | Lizzie Cree             |                    |
| 2016 | Katie búcsút int                      | Katie Says Goodbye             | Katie                   |                    |
| 2017 | Telivérek                             | Thoroughbreds                  | Amanda                  | Csuha Borbála      |
| 2018 | Ready Player One                      | Ready Player One               | Art3mis / Samantha Cook | Törőcsik Franciska |
| 2018 | Az élet maga                          | Life Itself                    | Dylan Dempsey           |                    |
| 2019 | A metál csendje                       | Sound of Metal                 | Louise “Lou” Berger     |                    |
| 2020 |                                       | Pixie                          | Pixie O’Brien           |                    |
| 2021 | Kis hal                               | Little Fish                    | Emma Ryerson            | Dobó Enikő         |
| 2021 | A meztelen egyediség                  | Naked Singularity              | Leah                    | Csuha Borbála      |
| 2022 | Tüzes szív                            | Fireheart                      | Georgia Nolan (hangja)  |                    |
| 2023 | Jó édes anyád                         | The Good Mother                | Paige                   | Mikecz Estilla     |

### Televízió
| Év        | Magyar cím                         | Eredeti cím                 | Szerep                      | Megjegyzések                                                            |
| --------- | ---------------------------------- | --------------------------- | --------------------------- | ----------------------------------------------------------------------- |
| 2012      |                                    | Blackout                    | Meg Demoys                  | 3 epizód                                                                |
| 2012      |                                    | The Secret of Crickley Hall | Nancy Linnet                | 3 epizód                                                                |
| 2013–2017 | Bates Motel – Psycho a kezdetektől | Bates Motel                 | Emma Decody                 | - főszereplő (44 epizód) - magyar hangja: - Gáspár Kata - Hermann Lilla |
| 2015      |                                    | Axe Cop                     | Loch Ness-i szörny (hangja) | 1 epizód                                                                |
| 2018      |                                    | Vanity Fair                 | Becky Sharp                 | főszereplő (7 epizód)                                                   |
| 2019      |                                    | Modern Love                 | Carla                       | 2 epizód                                                                |
| 2022      | Sárkányok háza                     | House of the Dragon         | Alicent Hightower           | - főszereplő - magyar hangja: - Mikecz Estilla                          |